# Максим Горлицкий
Макси́м Го́рлицкий (пол. Maksym Gorlicki, русин. Максим Горлицкый; Макси́м Тимофе́евич Сандо́вич; 31 января 1886, село Ждыня, Округ Горлице, Королевство Галиции и Лодомерии, Австро-Венгрия — 6 сентября 1914, Горлице, Королевство Галиции и Лодомерии, Австро-Венгрия) — священнослужитель Русской православной церкви.
В 1994 году канонизирован Польской православной церковью в лике священномученика. День памяти — 6 сентября (24 августа по ст.ст.), а также в Соборах Волынских, Галицких, Житомирских и Карпаторусских святых. 24 декабря 2015 года решением Священного Синода Русской Православной Церкви имя священномученика Максима Горлицкого (Сандовича) включено в месяцеслов Русской Православной Церкви с определением празднования его памяти 6 сентября (24 августа по старому стилю).

## Биография

### Детство
Максим Сандович родился в селе Ждынь на территории исторической Лемковины в австрийской Галиции (ныне — Здыня, гмина Усьце-Горлицке, Малопольское воеводство, Польша) в грекокатолической крестьянской семье. Его отец, Тимофей (Тимотеуш) Садович, был владельцем крестьянского хозяйства и псаломщика в местной грекокатолической церкви Покрова Божией Матери. Его мать, Кристина, занималась домашним хозяйством.
Окончил четырёхклассную школу в Горлице, после чего поступил в гимназию в Ясле. Затем он перешёл в аналогичную школу в Новом Сонче. Среди своих одноклассников он отличался религиозностью; он планировал поступить в монастырь. Однако его успеваемость оставляла желать лучшего, из-за чего ему пришлось отказаться от посещения средней школы после четвёртого класса. Без согласия родителей он вступил тогда в послушником в Креховский монастырь, принадлежавший ордену василиан. Через три месяца, в 1904 году, он покинул Крехов, разочарованный духовным уровнем и общей атмосферой, царившей в монастыре. Причиной разочарования Максима Сандовича в униатской церкви стало то обстоятельство, что к началу XX века униатские монастыри и духовные семинарии Восточной Галиции при содействии австрийской и польской администрации окончательно превратились в центры украинской пропаганды и очаги распространения украинской идентичности. Именно в это время для усиления украинского влияния на греко-католическое духовенство Галиции и для подрыва позиций традиционно влиятельных галицких русофилов по инициативе австрийских властей был затруднен приём в духовные семинарии Восточной Галиции лиц традиционной русофильской ориентации. Подобная атмосфера, утвердившаяся в униатской церкви Восточной Галиции к началу XX века при содействии униатского митрополита — украинизатора Андрея Шептицкого, была неприемлема для Максима Сандовича, являвшегося убеждённым сторонником общерусского единства.

### Отъезд в Россию
В том же году Максим Сандович отправился в Россию, где гимназическое образование не было обязательным для кандидатов, претендующих на поступление в православную духовную семинарию, а также для самого принятия рукоположения в священники. Поступил послушником в Почаевскую Лавру. Трудился в монастырской типографии. В этом монастыре его заметил архиепископ Волынский и Житомирский Антоний (Храповицкий), один из координаторов мероприятий по распространению православия в Галиции. Этот иерарх придавал особое значение привлечению к миссионерской деятельности выходцев из Галиции, которые должны были получить богословское образование в России, а затем вернуться на родные земли в качестве проповедников православия. По согласованию с архиепископом Антонием галицкие русофилы направляли юношей (или даже мальчиков) в Почаев и Житомир, где их встречал архиепископ Антоний. Он направлял их в университет или в духовные семинарии, часто сам оплачивая их обучение. Так Максим Сандович смог получить образование в России благодаря стипендии, предоставленной архиепископом Волынским. Впоследствии, архиепископ Антоний считал Максима Сандовича своим духовным учеником.
Архиепископ Антоний направил Максима Сандовича в Житомирскую духовную семинарию. Ещё до окончания учёбы, во время посещения семьи, будущему священнику было предложено взять на себя обязанности пастыря православного прихода в Грабе, где жители массово перешли из греко-католического исповедания. По словам Анны Вероники Вендланд, инициатором этого был сам Сандович, который по согласованию с униатским пастором Здыни, русофилом Теодором Дюркотом, предложил крестьянам из Граба разрешить свой конфликт с местным священнослужителем, организовав православное пастырское учреждение. При этом он заявил о готовности его проводить. Когда он запросил паспорт с намерением вернуться в Россию и продолжить учёбу, его арестовали на восемь дней. После освобождения он вернулся в Житомир, пересеча границу нелегально.
В 1911 году Максим Сандович окончил духовную семинарию, получив лучшие результаты в своем ежегоднике. Тогда он женился на Пелагее Григорук, дочери православного священника из Нового Березова, ученицы школы для девочек при Яблочинском монастыре. Свадьба состоялась в одной из церквей монастыря Рождества Богородицы в Лесне. Перед рукоположением в священника он попросил архиепископа Антония (Храповицкого) направить на пастырскую работу в Галицию, а не, как предлагал ему последний, в Киевскую епархию. Он намеревался присоединиться к миссионерской акции среди лемков, исповедовавших греко-католичество. Архиепископ Антоний согласился и 17 ноября 1911 года рукоположил Максима Сандовича в священники, направив его в приход в Грабе.

### Служение в Галиции
Итак, иерей Максим Сандович возглавил приход в Грабе, где стал первым православным священником с того момента, когда галицкая Лемковина была окончательно обращена в унию в начале XVIII века. Первое богослужение в местном молитвенном доме было совершено 2 декабря 1911 года. В нём приняли участие 150 человек. Одновременно с ним из России в Галицию прибыли священники Иван Илечко, принявший приход в Теляже, и Игнатий Гудыма, ставший приходским священником в Залучье.
По словам Владимира Осадчего, обращение жителей Граба в православие, как и аналогичный шаг жителей нескольких других сёл на Лемковщине (Оженна, Вышоватка, Длуге, Здыня), не имело подлинной религиозной основы. Этот автор утверждает, что основной мотивацией были экономические и кадровые соображения, а переход в православие рассматривался как метод шантажа греко-католической иерархии, чтобы она принимала ожидаемые верующими кадровые решения при комплектовании прихода. Бернадетта Вуйтович-Губер подчёркивает, что эти преобразования произошли в период, когда русское правительство предприняло широкомасштабную акцию по продвижению православия, рассматриваемой, как средство расширения российского влияния. На территории Галиции эта акция проявлялась в деятельности проповедников, которые общались с сочувствующими православию и организовывали собрания в их домах, затем перемещались в другие населённые пункты, прежде чем их выявляли местные службы порядка. Эта тактика имела более благоприятный эффект, чем применявшиеся ранее методы агитации. Этот же автор отмечает, что консервативно настроенные галицкие крестьяне негативно восприняли изменения, внесённые в литургию иерархией греко-католической церкви или отдельными священнослужителями (например, удаление церковнославянских слов в пользу украинских, удаление благословений, в которых верующих называли православными христианами). Она также подчеркивает, что пророссийская агитация вызвала на стороне будущих новообращённых реакцию, призывающую к коллективной памяти. Переход в православие становился для них возвратом к традициям и верованиям предков, культивировать которые мешали внешние факторы. Историк Кирилл Шевченко приводит слова чешской газеты «Час», издававшейся в Праге, согласно которой греко-католическое духовенство «с помощью экзекуторов вымогало долги у крестьян за самые простые церковные обряды… Поп жиреет, народ худеет и беднеет… Кроме того, это попы — мадьяроны, добровольная и оплачиваемая государством полиция. Поэтому угорские русины стали задумываться о переходе в православную церковь, где им будет легче…». Таким образом, к моменту прибытия в Галицию трёх священнослужителей, получивших образование в России, уже существовала социальная база для того, чтобы их миссионерская деятельность приносила ожидаемые результаты.
Массовый переход в православие карпато-русских униатов вызвал крайне нервную реакцию австро-венгерских властей, сразу сделавших ставку на открытые репрессии. Особое беспокойство Вены и Будапешта вызывало стремительное распространение православия среди многочисленной карпато-русской диаспоры в Северной Америке в конце XIX — начале XX века. Опасаясь дальнейшего распространения православного движения среди русинов Галиции и Угорской Руси, австрийские власти запретили в 1912 году паломничество галичан в Почаевскую лавру на территории соседней Волыни в составе России и стали всё чаще прибегать к репрессиям в отношении к перешедшим в православие русинам. Как и в случае с делом Ольги Грабарь, австрийские власти сочли необходимым решительно выступить против всего русофильского движения. Одной из мер пресечения пророссийской пропаганды было признание незаконной пастырской деятельности рукоположённых в России православных священнослужителей, не имевших согласия митрополита Буковинского на службу в находящейся под его юрисдикцией Галиции. Иерей Максим Сандович не имел такого разрешения, но утверждал, что его непосредственным начальником является Константинопольский патриарх, а законность Православной Церкви в Австрии означает, что любой рукоположённый священнослужитель этого вероисповедания может действовать в Галиции. Такое разъяснение не убедило власти, и иерей Максим Сандович был арестован на восемь дней и приговорен к штрафу в 400 крон уже после совершения первого богослужения в Грабе, который местные власти назвали одним из центров православной и пророссийской пропаганды. 22 или 24 декабря 1911 года домовый храм в Грабе был закрыт, но священнослужитель продолжал проводить богослужения, используя предоставленные ему помещения в частных домах. Такая практика была, в контексте борьбы с русофильством, запрещена. В связи с этим иерей Максим Сандович был снова задержан и оштрафован на 300 крон или на месяц ареста. Так как и на этот раз священник не прекращал свою деятельность, совершая нелегальные богослужения не только в Грабе, но и в Вышоватке и в Длуге. В связи с этим 16 января 1912 года он был приговорен к семи неделям тюрьмы в Ясле. После отбытия наказания он вновь начал проповедь православия. Священник был легко принят местной общиной, поскольку поддерживал хорошие контакты с местными греко-католическими священнослужителями русофильских убеждений. Подобные взгляды были очень живы среди жителей Лемковщины. По Мнению Бернадетты Вуйтович-Губер: «Сандович был исключительной личностью. Несмотря на запрет на дальнейшую деятельность, благодаря харизме, глубокой вере и безупречной репутации он превратился в символ Лемковской общины того времени».
Финансовый аспект его деятельности также способствовал его популярности. Иерей Максим Сандович раздавал нищим собранные во время богослужений пожертвоввания, ожидая от них лишь клятвы, что они не обратятся в католицичество. Он и другие миссионеры, прибывшие из России, предлагали низкие цены на требы, получали из русских источников средства на строительство новых храмов. Для Галицкого населения, живущего в бедности, это имело большое значение. Авторитет священнослужителя также увеличивался по мере применения в отношении него наказаний. В сельских общинах, перешедших в православие, факт последующих арестов священнослужителя укреплял его связь с верующими и способствовал признанию его мучеником, преследуемым властями.

### Первый арест и суд
28 марта 1912 года, вскоре после освобождения из-под стражи, иерей Максим Сандович был снова задержан вместе с другим православным священником Игнатием Гудымой. Священнослужители изначально обвинялись в измерении длины моста через Черемош. Затем они были доставлены в следственный изолятор во Львове и обвинены в шпионаже в пользу России.
Задержание священников Сандовича и Гудымы вписывалось в более широкие антирусофильские действия австрийских властей. Во Львове арестованы организатор бур, пропагандирующий пророссийские идеи среди молодёжи, Семён Бендасюк и создатель сети русофильских читальных залов Василий Колдра. В венгерской Руси, где движение за православие было ещё сильнее, чем в Галиции, в Мармарош-Сигете в период с декабря 1913 по февраль 1914 года был проведен суд над 94 крестьянами, выступавшими за преобразования, обвиненными в шпионаже и государственной измене. Суд признал подсудимых виновными и приговорил их к длительному тюремному заключению. По оценке Владимира Осадчего, «накануне войны показательный суд над православными агитаторами должен был стать предупреждением для всех симпатизирующих России сил в стране, и не только для русинов, но и для растущих в силе польских национал-демократов». Тот же автор считает, что аналогичную задачу австрийские власти ставили перед судом над Бендасюком, Колдрой, Гудымом и Сандовичем, который начался 9 марта 1914 года во Львове и длился три месяца. Аналогичное мнение высказала Бернадетта Вуйтович-Губер.
Всем обвиняемым в указанном процессе предъявлено обвинение в шпионаже и государственной измене, выражающейся в стремлении оторвать «русские земли» от Австро-Венгрии и присоединить их к Российской Империи. Кроме того, оба священнослужителя были обвинены в незаконном богослужении и проповеди, а также в незаконном выезде в Россию. Иерей Максим Сандович также обвинялся в том, что в Грабе публично высказывался оскорбительно о католической религии. На двадцать девятый день суда его допрашивали по поводу найденного в его записках черновика, в котором священнослужитель изложил свои мысли о православии и брестской унии.
«Суд над Бендасюком и товарищами», как его называли в галицкой прессе, широко освещался на страницах прессы — отчёты о нём публиковали все львовские газеты, своих корреспондентов во Львов направлял также ряд зарубежных изданий (французских, немецких, итальянских). Наибольший интерес к этому вопросу был в России. За процессом на месте наблюдали представители четырёх важнейших фракций российской Госдумы. Вопреки предположениям австрийских властей, которые намеревались помешать дальнейшей деятельности русофилов перед лицом войны с Россией, процесс не только не оказался окончательным ударом для этого движения, но и способствовал распространению его идей. Защитники подсудимых — Владимир Алексьевич, Кирилл Черлюнчакевич, Владимир Дудыкевич и Мариан Глушкевич — сами причисляли себя к русофилам и использовали трибунал суда для пропаганды проправославных и пророссийских идей. Кроме того, российское государственное казначейство выделило 30 тысяч рублей на проведение пропагандистской кампании, сопровождающей процесс. «Мученичество православных в Галиции» издавалось также Волынским архиепископом Антонием, который в своей епархии издал на эту тему специальный циркуляр и приказал после каждой Святой Литургии проводить дополнительные богослужения в намерениях арестованных русофилов. Он сам письменно связался со львовским судом, предложив дать показания в качестве свидетеля. Во Львове прошли манифестации в защиту обвиняемых, в которых приняли участие около 80 греко-католических священнослужителей.
Допросы обвиняемых и свидетелей позволили доказать связь православного движения в Галиции с Россией, однако собранных доказательств было недостаточно, чтобы подтвердить содержащиеся в обвинительном заключении обвинения в государственной измене и шпионаже. В связи с этим 6 июня 1914 года в отношении всех подсудимых был вынесен оправдательный приговор, вынесенный присяжными, состоящими из поляков. Суд заявил, что обвиняемые не занимались политикой и не стремились отделить Галицию от Австро-Венгрии. Это решение с неудовольствием приняли венские правительственные круги, которые обвинили поляков в допуске к суду (в качестве адвокатов) известных русофилов.

### Второй суд и смерть
7 июня 1914 года ксендз Максим Сандович покинул следственный изолятор и отправился в родительский дом в Здыни. Он вновь начал пастырскую деятельность в Грабе. По-другому поступили сообвиняемые с ним на процессе Степан Бендасюк и Василий Колдра, которые немедленно уехали в Россию и были приняты там Владимиром Бобринским, председателем галицко-русского общества, занимавшегося поддержкой русофилов. Иерей Максим Сандович тоже намеревался уехать в Россию, однако не успел забрать из староства в Горлице паспорт. После начала Первой мировой войны, в которой Австро-Венгрия и Россия оказались в противостоящих блоках воюющих государств и объявления в Галиции мобилизации, он был арестован 4 августа вместе с семьёй. Сам он, его жена Пелагея, брат Николай и отец Тимофей были заключены в тюрьму в Горлицах.
После объявления войны австрийские власти продолжили репрессии против населения, проявляющего пророссийские симпатии. Многие русофилы — или лица, признанные таковыми, были расстреляны по самостоятельным решениям офицеров, без судебных решений. В таких обстоятельствах священник Максим Сандович был приговорён к казни. Решение о его казни издал прибывший 5 сентября в горлиц из Линца ротмистр Дитрих. Иерей Максим Сандович был расстрелян 6 сентября 1914 года во дворе горлицкой тюрьмы около шести утра. Свидетелями его казни были другие жители Горлице и окрестных сёл, заключённые в тюрьму по обвинению в симпатиях к русофилам, в том числе члены семьи священнослужителя.
По свидетельству очевидца:
В воскресенье, 24 августа, в 7 час. утра, мне бросилось в глаза необыкновенное движение на улицах. Около суда и находящейся вблизи тюрьмы собралась громадная толпа, которая ожидала чего-то. Кроме мужчины были тоже женщины и подростки. Все необыкновенно взволнованы. Я прислушался к разговорам и к моему величайшему ужасу узнал, что сейчас будут казнить „москевскего попа зе Ждыни“. У меня заныло сердце от боли, но я решил остаться, чтобы быть свидетелем мученической смерти о. Максима. Перед зданием суда стояла группа чиновников и жандармов. После нескольких минут томительного ожидания, которое показалось мне вечностью, вывели о. Максима из тюрьмы. Он шёл с достоинством на мученическую смерть, одет был в рясу, только наперсный трёхраменный крест с него сняли. Поставили его возле стены и уездный начальник Тадеуш Митшка (Mitschka) прочёл приговор, из которого я запомнил только одно, что казнь происходит не по приговору суда, а по приказу краковских военных властей. После прочтения этого своеобразного приговора один из жандармов подошел к о. Максиму, чтобы связать ему руки, но о. Максим просил не делать этого. Тогда жандарм завязал ему глаза платком и сделал мелом белый значок на груди. На расстоянии около 25 метров от о. Максима стал жандарм из тирольских стрелков. Команда: раз, два, три — раздался выстрел.
О. Максим задрожал и собрав последние силы, слабым голосом произнёс: „Да живёт русский народ и святое православие!“ Голова склонилась на грудь, всем телом опёрся он о стену и через мгновение упал на землю. Из тюрьмы послышался неистовый, страшный крик и раздирающие сердце рыдания. Это жена о. Максима, Пелагея Ивановна, наблюдавшая из окна тюрьмы казнь мужа, упала без чувств, и стены тюрьмы огласились воплями несчастной женщины. Слышно было ещё чьё-то рыдание. Все обратили внимание также на рослую фигуру седобородого старца, в другом тюремном окне за решёткой. Это был отец казнённого, Тимофей Лукич Сандович, находившийся тоже в тюрьме и бывший свидетелем мученической смерти своего сына. Между тем все чиновники, жандармы и некоторые лица из толпы подошли к упавшему. <…> Вдруг снова раздался выстрел. По приказу уездного начальника жандарм ещё раз выстрелил из револьвера в лежавшего уже на земле о. Максима, приложив дуло вплотную к его голове».
 По другим данным иерей Максим в последний момент воззвал: «Да живёт святое православие! Да живёт Святая Русь!»
Похороны иерея Максима Сандовича прошли без участия семьи на кладбище в Горлице. В 1922 году по просьбе отца и жены казнённого была произведена эксгумация его останков и их перезахоронение на кладбище в Здыни. Её финансировали эмигранты, проживающие в США. Единственный сын Максима Сандовича появился на свет уже после смерти отца — Пелагея Сандович родила его в Талергофе. Он получил имя Максим и последствие стал православным священнослужителем, успешно продолжив православную миссию своего отца на Лемковине.

## Память и почитание

### Память и увековечивание имени
Память о священнике Максиме Сандовиче сохранялась среди лемковского населения, исповедующего православие. Было создано множество песен и стихов, в которых он изображался как борец за независимость лемков и их духовный наставник. В домах хранились его портреты. Совершались публичные богослужения по умершему священнику, совершались паломничества к его могиле. Почитание священнослужителя развился особенно после «тылявского раскола». Сохранились материалы прессы, из которых следует, что в 1933 году два православных священнослужителя были приговорены судом в Горлице к штрафу за совершение богослужения на могиле священника Максима Сандовича без согласия греко-католического администратора кладбища. 9 сентября 1934 года в Чарне по инициативе священника Константина Гаврилкова был установлен памятник в честь священника Максима Сандовича и жертв лагеря в Талергофе. В его открытии принял участие, делегированный Митрополитом Варшавским и всей польским Дионисием, епископ Острожский Симон (Ивановский). Память о священнике также культивировалась Лемковской эмиграцией в США.
После Второй мировой войны в некоторых церквях, которые посещали лемки, стали появляться иконы Максима Сандовича, хотя его почитание официально не было санкционировано Православной Церковью. Официальная канонизация была невозможна в период Польской Народной Республики из-за политической ситуации.
В 70-ю годовщину смерти священнослужителя в Здыни прошли грандиозные торжества в память об этом событии; их возглавлял епископ Перемышльский и Новосондецкий Адам (Дубец). В 1986—1991 годах в Горлицах продолжалось строительство Свято-Троицкой церпкви, которая была призвана символизировать привязанность лемков к православию и память о священнике Максиме Сандовиче. В следующем году началась работа по подготовке к канонизации священнослужителя: сбор свидетельских показаний и документации, а также написание тропаря и кондака в его честь.
В 1994 году на здании суда в Горлицах, в прошлом выступавшем в качестве тюрьмы, в которой был заключён священник Максим Сандович, была установлена мемориальная доска с надписью на лемковском языке, сообщающая о смерти священника в этом месте.
В 2003 году на могиле священнослужителя был установлен новый памятник, спроектированный его внуком Михалом Сандовичем, названный Лемковской Голгофой.
3 сентября 2012 года Горлицкий городской совет по предложению епископа Горлицкого Паисия (Мартынюка) назначил Максима Горлицкого покровителем православных жителей города.
Память о священномученике Максиме Сандовиче и его духовном наследии продолжает оставаться важным идентификационным и ценностным ориентиром для верующих Польской православной церкви и в настоящее время, прежде всего для русинов-лемков, напоминая им об их духовных корнях, укрепляя их в вере и вдохновляя их на труды, раскрывающие истинное историческое прошлое карпатских русинов.

### Канонизация и перенесение мощей
7 июля 1994 года решением Архиерейского собора Польской православной церкви был причислен к лику святых в лике священномученика: «провозглашается Святой Памяти Священник о. Максим Сандович — Священномучеником за Святое Православие, принимая во внимание его истинное почитание и всенародный культ. 2) Могилу о. Максима оставить нетронутой. 3) Днем Памяти Священномученика считать 6 сентября (24 августа по ст.ст.) — день его смерти. 4) Принять текст… тропаря, кондака и величания». В истории Польской православной церкви это была первая канонизация святого.
Торжества, во время которых он был официально провозглашён святым, проходили с 9 по 10 сентября того же года в Здыне. В церемонии приняли участие более 40 священнослужителей, прибывших из Польши, Канады, Словакии, Украины и США. Церемонию возглавлял митрополит Варшавский и всея Польши Василий (Дорошкевич); кроме него в канонизации принимали участие иерархи Польской православной церкви — архиепископ Белостокский и Гданьский Савва (Грыцуняк), епископы Перемышльский и Новосондецкий Адам (Дубец), Люблинский и Холмский Авель (Поплавский) — и представители других автокефальных Православных Церквей: архиепископ Прешовский и Словацкий Николай (Коцвар) из Православной Церкви Чешских земель и Словакии, архиепископ Филадельфии и Восточной Пенсильвании Герман (Свайко) из Православной Церкви в Америке и архиепископ Николай (Смишко), глава Американской карпаторосской православной епархии Константинопольского патриархата. Как писали Юрий Лабынцев и Лариса Щавинская: «Торжественные богослужения в те сентябрьские дни 1994 г., каковых по признанию очевидцев ещё не бывало на Лемковщине, многочисленные массовые исполнения народных духовных песнопений, в том числе посвященных свмч. Максиму, создали запомнившуюся всем атмосферу великого православного праздника в этой части Польши, расположенной к юго-востоку от Кракова».
В 2000 году был создан акафист в честь святого Максима. 28 ноября 2006 года архиерейский собор Польской православной церкви принял решение о переносе мощей святого Максима Сандовича с кладбища в Здыне в церковь в Горлице. Эксгумация останков святого произошла 6 августа следующего года. В течение месяца они хранились в церкви в Здыне. Тогда было установлено, что уцелели его кости, фрагмент черепа, поврежденная обувь и остатки одежды. 5 сентября 2007 года они были торжественно доставлены в Горлице, где обряды приветствия мощей, молебен и акафист в честь святого были отслужены митрополитом Варшавским и всей польской Саввой (Грыцуняком), архиепископами Перемышльским и Новосондецким Адамом (Дубцом), Вроцлавским и Щецинским Иеремией (Анхимюком), Люблинским и Холмским Авелем (Поплавским), Прешовским Иоанном (Голоничем) (Православная Церковь Чехии и Словакии) и епископами Гайновским Мироном (Ходаковским), Бельским Григорием (Харкевичем), Семятыцким Георгием (Паньковским) и Пётрковский Паисием (Мартынюком). На церемонии присутствовала консул Австрии Андреа Анастасия Сандхакер. Мощи были помещены в установленную справа от иконостаса расу (реликварий), выполненную Мирославом Трохановским из дуба, окрашенного в цвет вишнёвого дерева.
В 2016 году правящий архирей Перемышльско-Новосондецкой епархии епископ Паисий (Мартынюк) учредил святых Максима Горлицкого и Иоанна Крестителя покровителями епархии.

### Почитание в Русской православной церкви
10 сентября 1996 года решением Архиерейского собора Русской зарубежной церкви он внесён в месяцеслов Русской зарубежной церкви с днём памяти 24 августа старого стиля.
3 апреля 2001 года решениями Священного синода Украинской православной церкви имя священномученика Максима внесено в состав Собора Галицких святых, 22 ноября 2006 года — в состав Собора Карпаторусских святых и 20 июля 2012 года — в состав Собора Волынских святых.
24 декабря 2015 года решением Священного синода Русской православной церкви включён в месяцеслов Русской православной церкви с определением празднования его памяти 24 августа / 6 сентября.